# نخريات
النخريات (الاسم العلمي: Tilletiales) هي رتبة من الفطريات من طائفة الزملولانية.

## التصنيف
- النخرية